# Cultura Saqqaq
A cultura Saqqaq foi a primeira cultura conhecida na Groenlândia. Existiu por volta de 2500 AC. até cerca de 800 aC. Coexistiu com a cultura Independência I do norte da Groenlândia, que se desenvolveu por volta de 2.400 aC. e durou até aproximadamente 1300 aC. Após o desaparecimento da cultura Saqqaq, surgiram a cultura Independence II do norte da Groenlândia e a cultura Dorset primitiva do oeste da Groenlândia.
A cultura Saqqaq desenvolveu-se em duas fases, a principal diferença entre as duas é que a fase mais recente adotou o uso de arenito. A fase mais jovem da cultura Saqqaq coincide com a fase mais antiga da cultura Dorset.
No oeste da Groenlândia (Qeqertarsuaq), foram encontrados os restos congelados de um Saqqaq apelidado de "Inuk", cujo DNA foi sequenciado.4 Ele tinha olhos castanhos, cabelo preto e dentes em forma de pá. Foi determinado que ele viveu há cerca de 4000 anos e era parente das populações nativas do nordeste da Sibéria..